# Filmografia lui Stan și Bran

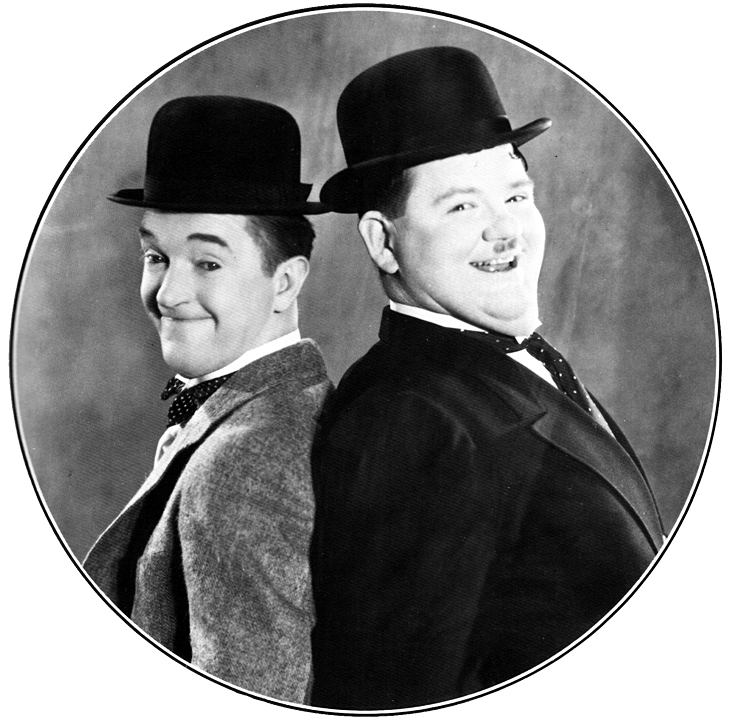
Stan și Bran

Aceasta este o listă completă de filme în care au apărut împreună Stan și Bran. Împreună, cei doi actori care formează această celebră pereche, Stan Laurel și Oliver Hardy au apărut în 107 filme scurte și de lung metraj.

## Filme mute și filme de scurt metraj (roluri principale)
1921
- The Lucky Dog

## Filme mute și filme de scurt metraj produse deHal Roach(roluri principale)
1927
- Duck Soup
- Slipping Wives
- Love 'em and Weep
- Why Girls Love Sailors
- With Love and Hisses
- Sugar Daddies
- Sailors, Beware!
- Now I'll Tell One (film parțial pierdut)
- The Second Hundred Years
- Hats Off (lost film)
- Do Detectives Think?
- Putting Pants on Philip
- The Battle of the Century (film parțial pierdut)

 1928
- Leave 'Em Laughing
- Flying Elephants
- The Finishing Touch
- From Soup to Nuts
- You're Darn Tootin'
- Their Purple Moment
- Should Married Men Go Home?
- Early to Bed
- Two Tars
- Habeas Corpus
- We Faw Down

 1929
- Liberty
- Wrong Again
- That's My Wife
- Big Business
- Double Whoopee
- Bacon Grabbers
- Angora Love

## Filme scurte Hal Roach (cu sunet)
1929
- Unaccustomed As We Are
- Berth Marks
- Men O' War
- Perfect Day
- They Go Boom
- The Hoose-Gow

 1930
- Night Owls
- Blotto
- Brats
- Below Zero
- Hog Wild
- The Laurel-Hardy Murder Case
- Another Fine Mess
- La vida nocturna (în spaniolă)
- Ladrones (în spaniolă)

 1931
- Be Big!
- Chickens Come Home
- Politiquerias (refacere în spaniolă a filmului Chickens Come Home)
- Laughing Gravy
- Our Wife
- Come Clean
- One Good Turn
- Beau Hunks

 1932
- Helpmates
- Any Old Port!
- The Music Box
- The Chimp
- County Hospital
- Scram!
- Their First Mistake
- Towed in a Hole

 1933
- Twice Two
- Me and My Pal
- The Midnight Patrol
- Busy Bodies
- Dirty Work

 1934
- Oliver the Eighth
- Going Bye-Bye!
- Them Thar Hills
- The Live Ghost

 1935
- Tit for Tat
- The Fixer Uppers
- Thicker than Water

## Filme scurte (invitați)
- 45 Minutes From Hollywood (1926)
- Call of the Cuckoo (1927)
- The Stolen Jools (1931)
- On the Loose (1931)
- Wild Poses (1933)
- On the Wrong Trek (1936)
- Galaxy of Stars (1936)
- The Tree in a Test Tube (1942)

## Filme artistice Hal Roach (roluri principale)
- Pardon Us (1931)
- Pack Up Your Troubles (1932)
- Fra Diavolo/The Devil's Brother/Bogus Bandits (1933)
- Sons of the Desert (1933)
- Babes in Toyland/March Of the Wooden Soldiers (1934)
- Bonnie Scotland (1935)
- The Bohemian Girl (1936)
- Our Relations (1936)
- Way Out West (1937)
- Swiss Miss (1938)
- Block-Heads (1938)
- A Chump at Oxford (1940)
- Saps at Sea (1940)

## Filme artistice (roluri principale)
- The Flying Deuces (1939)
- Great Guns (1941)
- A-Haunting We Will Go (1942)
- Air Raid Wardens (1943)
- Jitterbugs (1943)
- The Dancing Masters (1943)
- The Big Noise (1944)
- Nothing But Trouble (1944)
- The Bullfighters (1945)
- Atoll K / Utopia (1951)

## Filme artistice (invitați)
- The Hollywood Revue of 1929 (1929)
- The Rogue Song (1930) (film pierdut)
- Hollywood Party (1934)
- Pick a Star (1937)